# Asota plana
Asota plana är en fjärilsart som beskrevs av Walker 1854. Asota plana ingår i släktet Asota och familjen nattflyn. Inga underarter finns listade i Catalogue of Life.

## Bildgalleri

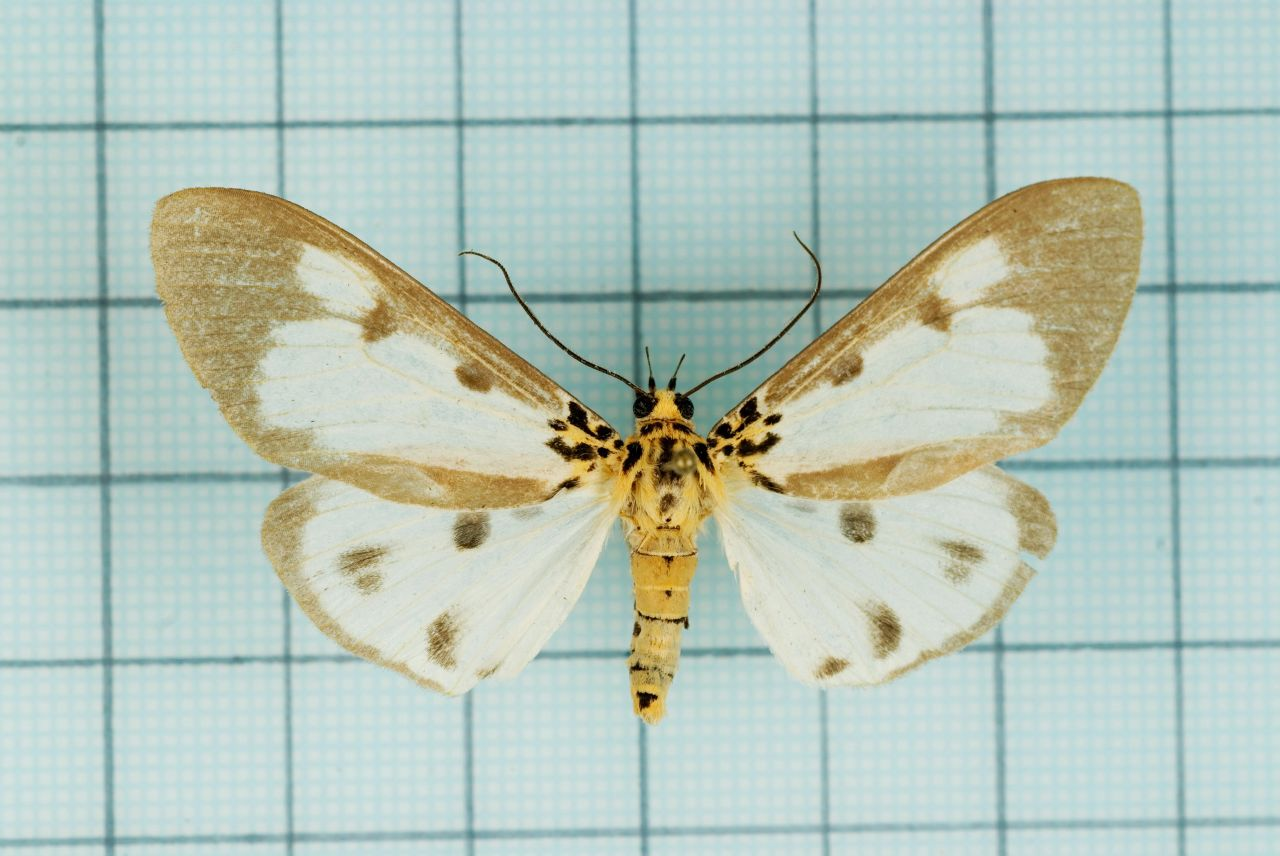
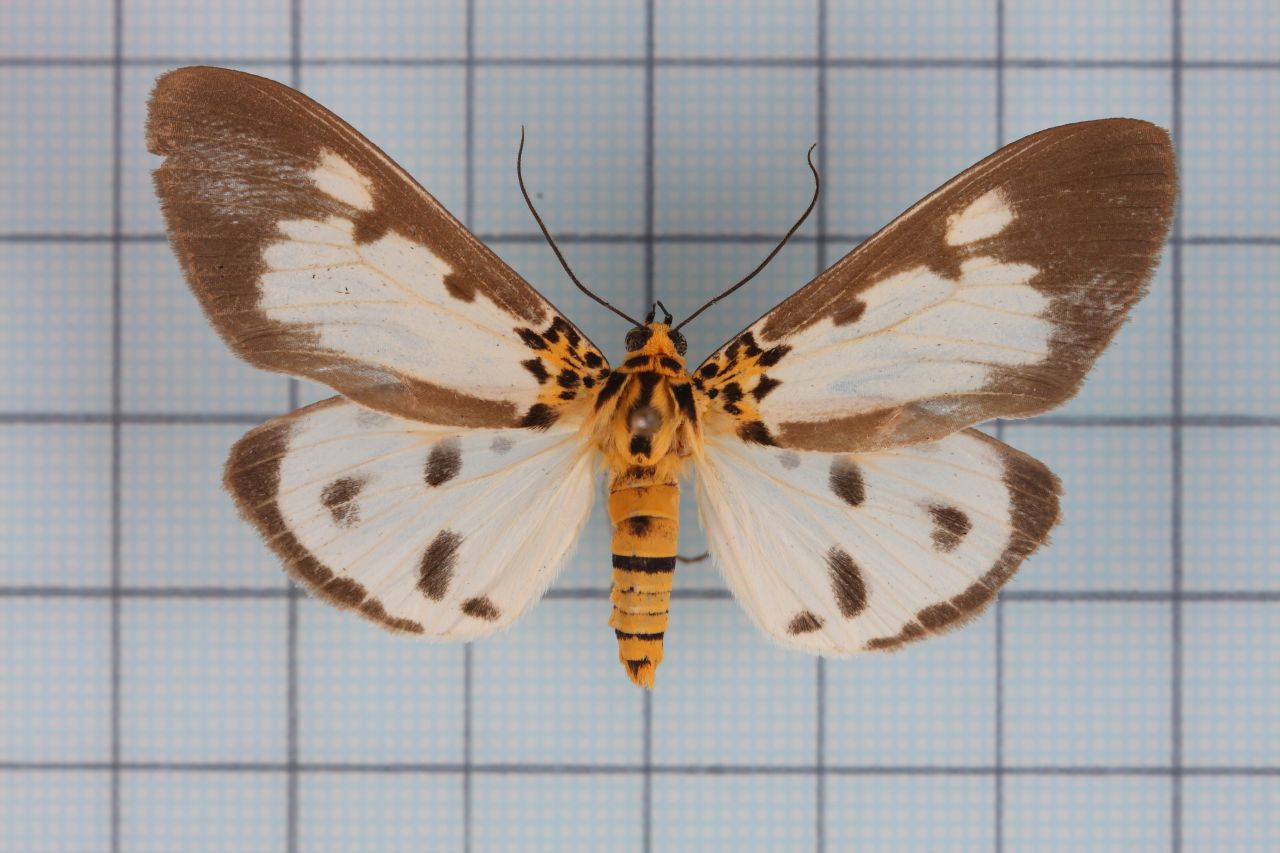
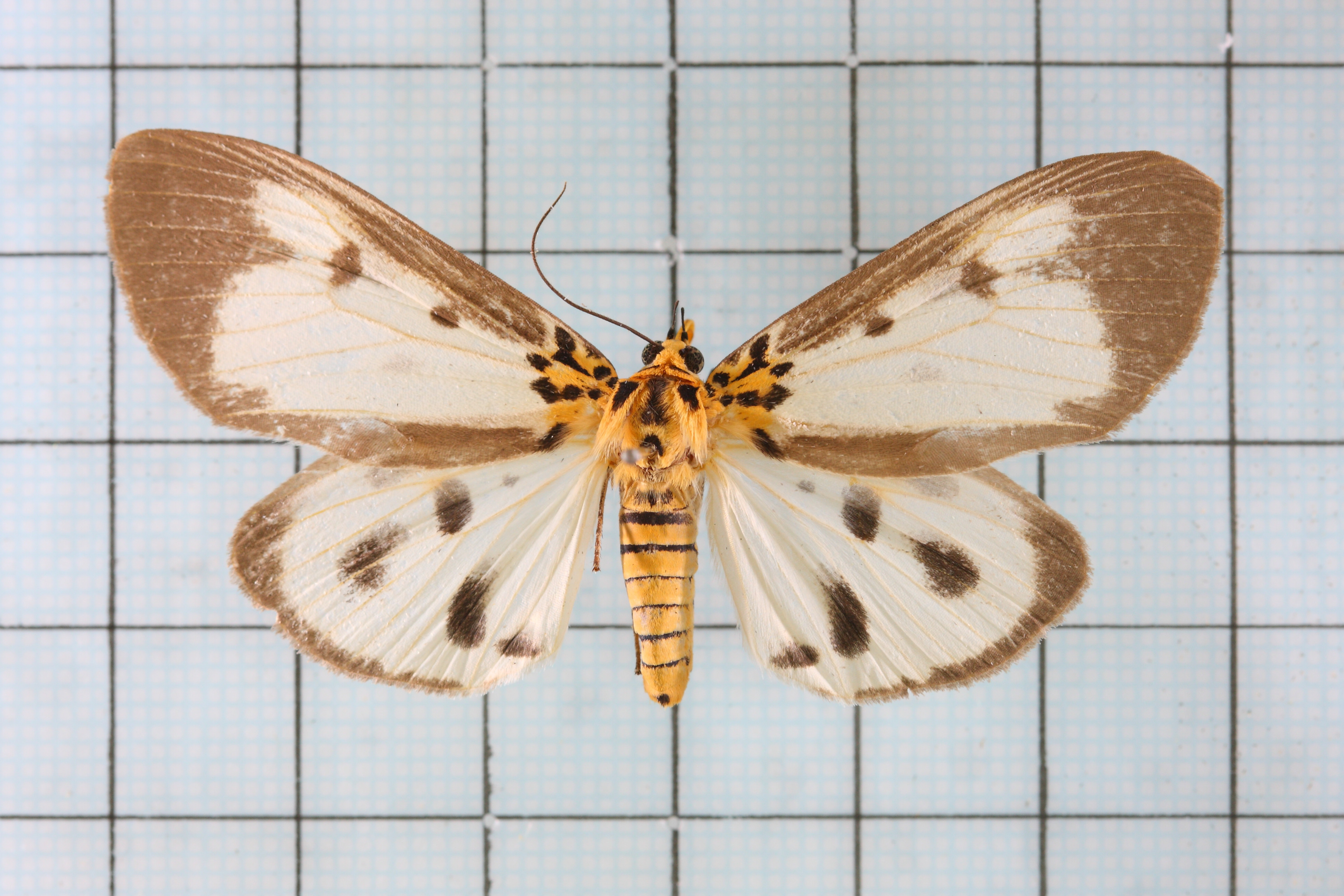
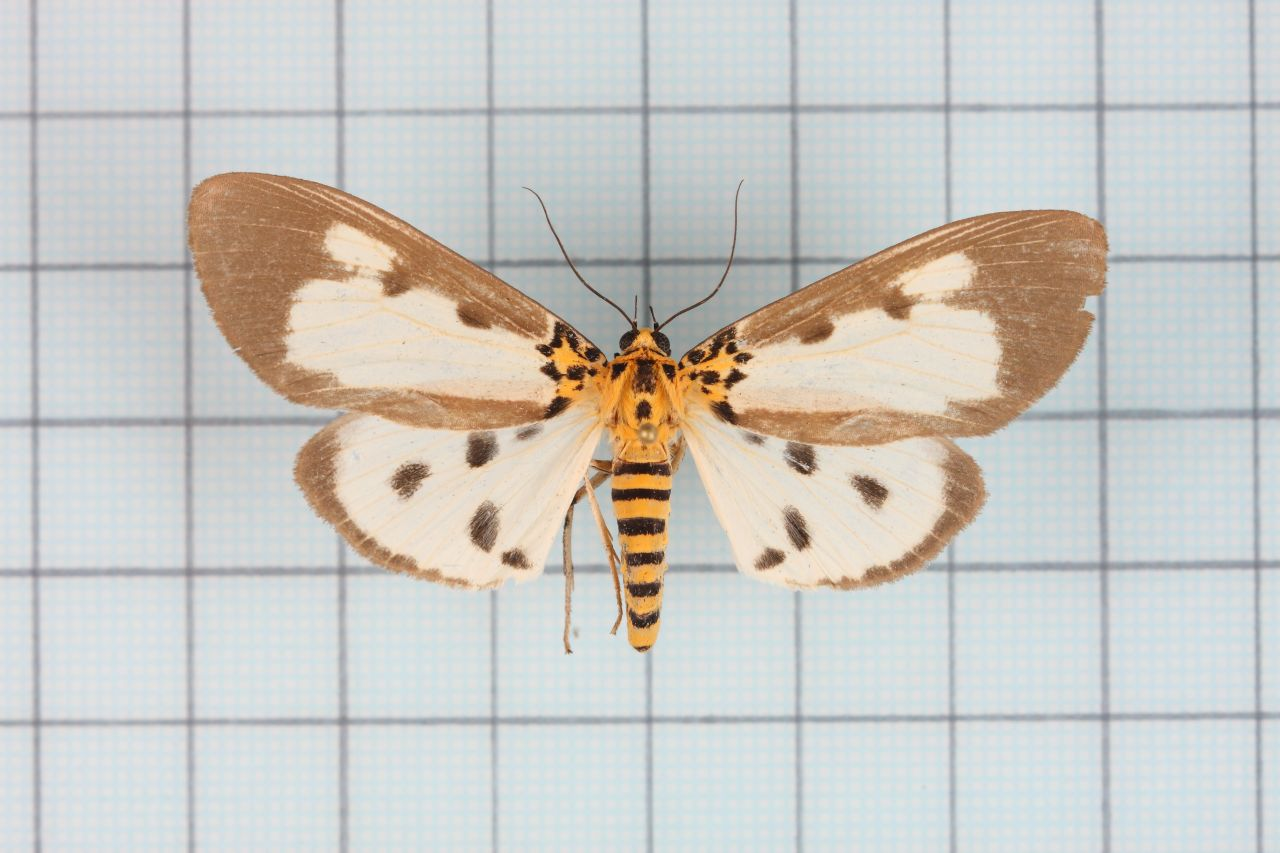